# Regionaal Beleidsteam
Het Regionaal Beleidsteam (RBT) heeft in Nederland de leiding over rampenbestrijding ten tijde van een ramp die de grens van een gemeente overstijgt of dreigt te overstijgen. Het regionaal beleidsteam opereert doorgaans op het niveau van een van de 25 veiligheidsregio's. Het regionaal beleidsteam hoort zich in principe niet te bemoeien met de operationele gang van zaken maar moet de grote lijnen uitzetten en beslissingen nemen over risicosituaties en bijvoorbeeld evacuaties.

## Bezetting
Het regionaal beleidsteam bestaat uit:
- Commissaris van de Koning
- Coördinerend burgemeester namens de burgemeesters van de getroffen gemeenten
- Korpschef van de politie,
- Commandant van de brandweerregio
- Leidinggevende van de GHOR
- Leidinggevende van een gemeente (vaak een gemeentesecretaris) namens de getroffen gemeenten
- Officier van justitie
- Dijkgraaf of andere leidinggevende van een waterschap
- Communicatieadviseur
- Ondersteunende functionarissen
- Indien noodzakelijk adviseurs of functionarissen van andere betrokken instanties